# Indvandrerkvinder
Indvandrerkvinder er en dansk dokumentarserie i tre afsnit fra 1986. Første afsnit, Det skulle have været den lykkeligste dag i mit liv, er med instruktion og manuskript af Anette Skjold Larsen, Mikkel Joensen og Birgitte Beckert, andet afsnit, Høstbilleder af Bertel Torne Olsen og Laila Hodell og tredje afsnit, Kvinde i eksil af Anette E. Olsen og Katia Forbert Petersen.

## Afsnit
| # | Titel                                                 | Første sendedag |
| --- | ----------------------------------------------------- | --------------- |
| 1 | "Det skulle have været den lykkeligste dag i mit liv" |                 |
| En tyrkisk kvinde fortæller om sit tvangsbryllup, hvorfra der vises amatøroptagelser. Da parret kom til Danmark, var hun fast besluttet på, at hun ville gøre sin mand så sur, at ægteskabet kunne ophøre. Men i dag vil hun ikke skilles, nu vil hun gerne have børn med ham.                         |                                                       |                 |
| 2 | "Høstbilleder"                                        |                 |
| Et besøg i Frejas Have i nærheden af Holbæk. Her arbejder en gruppe tyrkiske kvinder sammen med danskere om pasning af høns, plejning af jorden og dyrkning af grønsager, der bl.a. sælges i de lokale butikker. Kvinderne fortæller og viser rundt. Der kommer gæster, og til slut gives en opskrift. |                                                       |                 |
| 3 | "Kvinde i eksil"                                      |                 |
| Jeg tilhører ikke Danmark - men jeg tilhører heller ikke mit eget land mere..., siger den iranske kvinde, der portrætteres. Hun er alene med sin 4-årige søn, splittet mellem 2 kulturer. I eksil, med fortiden smerteligt til stede i alt, hvad hun foretager sig.                                    |                                                       |                 |